# 章守誠
章守誠（？—？），字仲明，號念清，浙江紹興府會稽縣人，軍籍，明朝政治人物。

## 生平
萬曆七年（1579年）己卯科浙江鄉試第七十七名，萬曆十一年（1583年）癸未科會試第二百十名，登三甲第一百二十一名進士。工部觀政，本年授直隶桐城县知县，十七年行取，授南京福建道御史，十九年巡视京营、京仓，二十三年巡视上江，本年十月升河南右参议兼佥事，二十六年五月升湖广副使，二十九年四月升廣東參政，三十年养病。

## 家族
曾祖章愷；祖父章龍；父章道，曾任驛丞。母姜氏。